# Barbacenia rogieri
Barbacenia rogieri är en enhjärtbladig växtart som beskrevs av Moore och Ayres. Barbacenia rogieri ingår i släktet Barbacenia och familjen Velloziaceae. Inga underarter finns listade.